# Valverde de la Vera
Valverde de la Vera est une commune de la province de Cáceres dans la communauté autonome d'Estrémadure en Espagne.